# Awaous
Awaous – rodzaj ryb z rodziny babkowatych.

## Klasyfikacja
Gatunki zaliczane do tego rodzaju:
| - Awaous acritosus - Awaous aeneofuscus - Awaous banana - Awaous bustamantei - Awaous commersoni - Awaous flavus - Awaous fluviatilis | - Awaous grammepomus - Awaous guamensis - Awaous jayakari - Awaous lateristriga - Awaous litturatus - Awaous macrorhynhus - Awaous melanocephalus | - Awaous nigripinnis - Awaous ocellaris - Awaous pallidus - Awaous percivali - Awaous personatus - Awaous tajasica - Awaous transandeanus |